# Olga Zanders

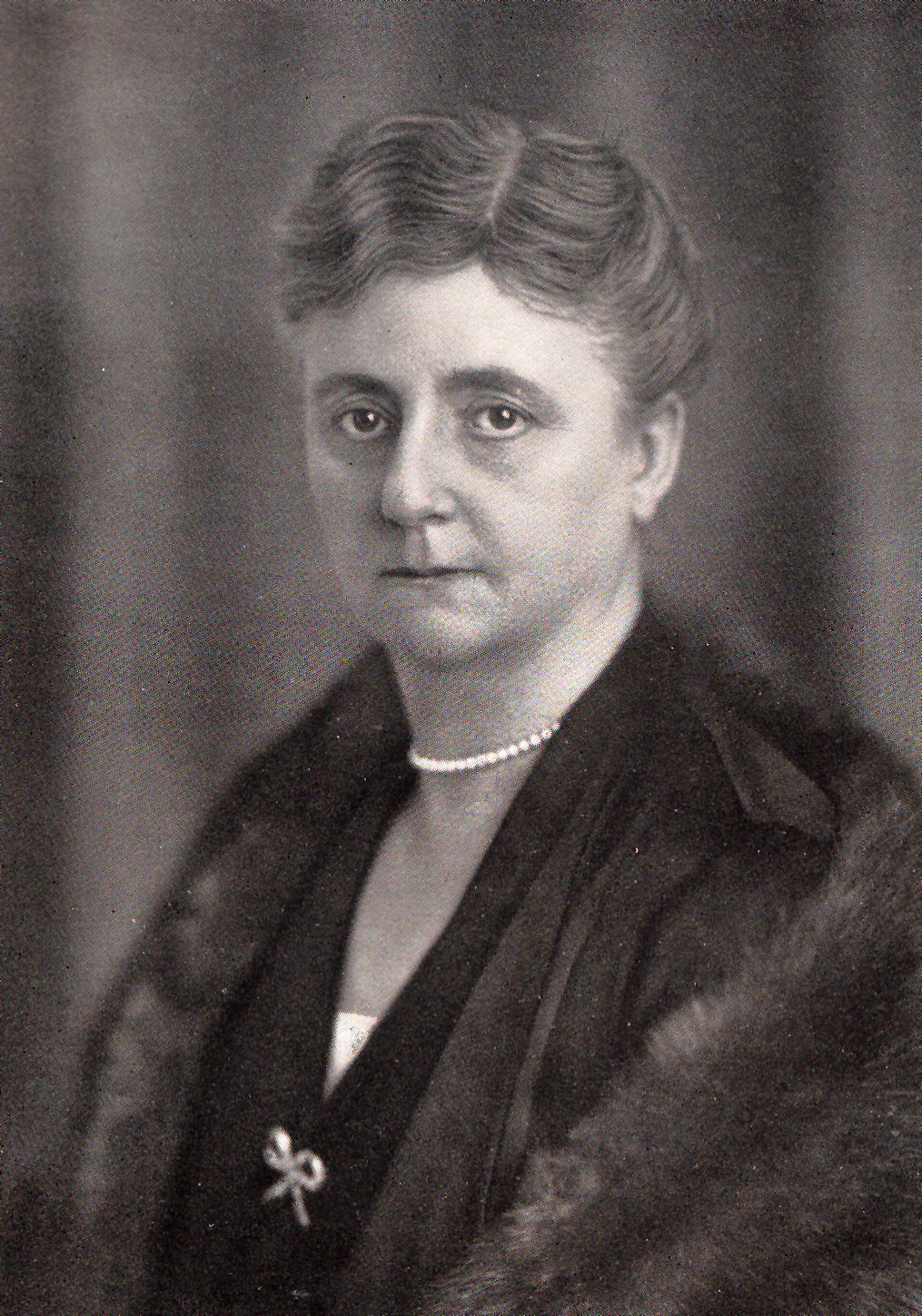
Olga Zanders

Jeanne Louise Olga Zanders, geb. Peltzer (* 31. März 1872 in Verviers; † 30. Dezember 1946 in Bergisch Gladbach) war eine deutsche Papierfabrikantin.

## Leben
Olga Zanders, abstammend aus dem belgischen Zweig der Stolberger Kupfermeisterfamilie Peltzer, war die Tochter des Tuchfabrikanten Paul Nicolas Édouard Peltzer aus Verviers in Belgien und Schwester von Édouard Henri Alexander Peltzer. Sie heiratete am 1. Februar 1893 den Papierfabrikanten Hans Wilhelm Zanders. Mit ihm zusammen hatte sie sechs Kinder. Schon früh wurde sie Witwe, als ihr Mann am 19. Mai 1915 verstarb.

## Die Papierfabrikantin
Seit dem Tod ihres Mannes lenkte Olga Zanders die Geschicke der Papierfabrik. In dieser Zeit stand ihr Alexe Altenkirch zur Seite, die schon seit 1904 in der künstlerischen Gestaltung des Werbewesens der Firma tätig war. Zu ihrer Unterstützung berief sie ihren Neffen Gisbert Freiherr von der Osten als Teilhaber. Er verblieb bis 1920 in der Firma. Der technische Betrieb unterstand in dieser Zeit der Leitung von Emil Klingner. Ratgeber für betriebswirtschaftliche Fragen war Eugen Schmalenbach.
Nachdem ihr Sohn Johann Wilhelm Zanders seine Ausbildung abgeschlossen und Erfahrungen in England und in den Vereinigten Staaten erworben hatte, kehrte er 1926 zurück und trat in das Familienunternehmen ein. 1929 übernahm er von seiner Mutter die Geschäftsleitung des Unternehmens als persönlich haftender Gesellschafter.

## Ehrungen
Gemeinsam mit Maria Zanders und Julie Zanders wurde ihr ein FrauenOrt NRW in Bergisch Gladbach gewidmet.